# François L'Olonnais
Jean David Nau, beter bekend als Francois L'Olonnais (ook wel L'Olonnois, Lolonnois of Olonnais genoemd) (ca. 1635 – 1669) was een Franse piraat (boekanier) in het Caraïbisch gebied. Volgens schrijver Alexandre Exquemelin kwam hij uit Les Sables-d'Olonne.

## Biografie
L'Olonnais begon tussen 1645 en 1650 als beginnend officier mee te varen naar de nieuwe wereld. Rond 1660 verbleef hij op Santo Domingo, waar hij met een sloep op patrouille was. Daar werd hij aangevallen door Spanjaarden die alle overige mannen vermoordden. Jean wist zich echter te bedekken met het bloed van zijn mannen en zich dood te houden. Daarna spoelde hij aan in Campeche, in Mexico. Vreemd genoeg heeft hij deze tocht overleefd. Hij werd opgevangen door slaven en sindsdien koesterde L'Olonnais een grote wrok tegen de Spanjaarden.
Met wat mannen hield hij een klein plaatsje in gijzeling en vroeg losgeld voor hun vrijlating. De gouverneur van Havana stuurde een schip om L'Olonnais en zijn mannen te vermoorden. Maar L'Olonnais was hem voor en slachtte de hele bemanning van het schip af op een na, die naar Havana werd gestuurd met de boodschap dat geen enkele Spanjaard ooit nog gespaard zou worden.
In 1667 plunderde hij met 8 schepen en circa 600 man de stad Maracaibo aan de Venezolaanse kust en stak deze in brand. Op weg naar Maracaibo vanuit Tortuga had hij al een Spaans schip buitgemaakt en de bemanning uitgemoord, waarbij 40.000 munten van 8 reaal en veel specerijen als cacao en gember werden buitgemaakt. Gibraltar, een handelscentrum voor cacao aan de zuidoever van het Maracaibomeer, werd geplunderd en de stad was zodanig verwoest dat die pas tegen 1680 weer enigszins herbouwd was. Deze expeditie leverde hem ook de bijnaam 'gesel der Spanjaarden' op. 
Niet minder dan 700 piraten monsterden bij hem aan voor de volgende expeditie, naar het Venezolaanse Puerto Cabello. Daar viel hij echter in een hinderlaag van Spaanse troepen toen hij op weg was naar het Mexicaanse San Pedro (Coahuila), waarbij hij ternauwernood ontstnapte. Hij nam twee Spanjaarden gevangen. Van een daarvan sneed hij levend het hart uit en at dat op, waarna de andere hem wel een ontsnappingsroute wilde vertellen. Met zijn overlevende manschappen werd hij vervolgens toch verdreven door de Spaanse troepen. Hij voer met zijn schip in 1669 naar de Hondurese kust. Toen hij en een deel van zijn bemanning naar het vasteland gingen, zou hij zijn gevangen door kannibalistische indianen. Die zouden hem in vier delen gesneden, gebakken en daarna opgegeten hebben.